# Gerard Lake, 1.º Visconde Lake
Gerard Lake, 1.º Visconde Lake (27 de julho de 1744 - 20 de fevereiro de 1808) foi um general britânico. Ele comandou as forças britânicas durante a Rebelião Irlandesa de 1798 e mais tarde serviu como Comandante-em-Chefe das Forças Armadas na Índia britânica.

## Referência
- See H Pearse, Memoir of the Life and Services of Viscount Lake (London, 1908); GB Malleson, Decisive Battles of India (1883); J Grant Duff, History of the Mahrattas (1873); short memoir in From Cromwell to Wellington, ed. Spenser Wilkinson.